# Hydroksylowanie
Hydroksylowanie, hydroksylacja – reakcja chemiczna polegająca na wprowadzeniu do cząsteczki związku jednej lub więcej grup hydroksylowych (-OH).

## Sposoby hydroksylowania
- substytucja (zamiana jakiejś grupy funkcyjnej, zwykle halogenowej, na -OH)
- addycja wody do wiązania wielokrotnego
- utleniająca addycja wody do wiązania podwójnego (przyłączają się od razu dwie grupy hydroksylowe)